# Stadolina
Stadolina is een plaats (frazione) in de Italiaanse gemeente Vione.